# Resultados do Carnaval do Rio de Janeiro em 1993
Nesta página estão listados os resultados dos concursos de escolas de samba e de sociedades carnavalescas do carnaval do Rio de Janeiro do ano de 1993. Os desfiles foram realizados entre os dias 19 e 27 de fevereiro de 1993.
Acadêmicos do Salgueiro conquistou seu oitavo título na elite do carnaval, quebrando o jejum de dezoito anos sem conquistas. A escola realizou um desfile sobre as viagens de migrantes que deixam as regiões Norte e Nordeste do Brasil rumo ao Centro-Sul. O enredo "Peguei Um Ita no Norte" foi desenvolvido pelo carnavalesco Mário Borriello e baseado na música homônima de Dorival Caymmi. Um dos destaques do desfile foi o popular samba-enredo, que ficou conhecido pelo refrão "Explode coração / Na maior felicidade / É lindo o meu Salgueiro / Contagiando, sacudindo essa cidade". O desfile entrou para a história do carnaval como um dos mais arrebatadores de todos os tempos, especialmente pela reação do público, cantando o samba e aplaudindo a escola durante toda sua apresentação.
Imperatriz Leopoldinense foi a vice-campeã do Grupo Especial com um desfile sobre o carnaval carioca e os duzentos anos do nascimento do Marquês de Sapucaí, que batiza a rua onde acontecem os desfiles. Últimas colocadas, Caprichosos de Pilares e Unidos da Ponte seriam rebaixadas, mas o descenso foi cancelado devido uma denúncia da Caprichosos de que a Grande Rio teria feito uma articulação, junto aos julgadores, para prejudicá-la. A LIESA justificou o cancelamento do rebaixamento sob a justificativa de que os desfiles com sete escolas por dia terminariam muito cedo. O carnaval também ficou marcado pela ausência de Joãosinho Trinta, que não participou dos desfiles pela primeira vez desde 1972.
Tradição foi a campeã do Grupo 1, sendo promovida à primeira divisão junto com o vice-campeão, Império Serrano. Unidos da Villa Rica venceu do Grupo 2. Boi da Ilha do Governador conquistou o título do Grupo 3. Flor da Mina do Andaraí e Mocidade Unida do Santa Marta estrearam no carnaval ganhando o Desfile de Avaliação. Única das grandes sociedades a desfilar, Diplomatas da Tiradentes se apresentou como hors concours. Ranchos e frevos também desfilaram, mas não há registros sobre o resultado dos respectivos concursos.

## Escolas de samba

### Grupo Especial
O desfile do Grupo Especial foi organizado pela Liga Independente das Escolas de Samba do Rio de Janeiro (LIESA) e realizado no Sambódromo da Marquês de Sapucaí a partir das 19 horas dos dias 21 e 22 de fevereiro de 1993.
Ordem dos desfiles

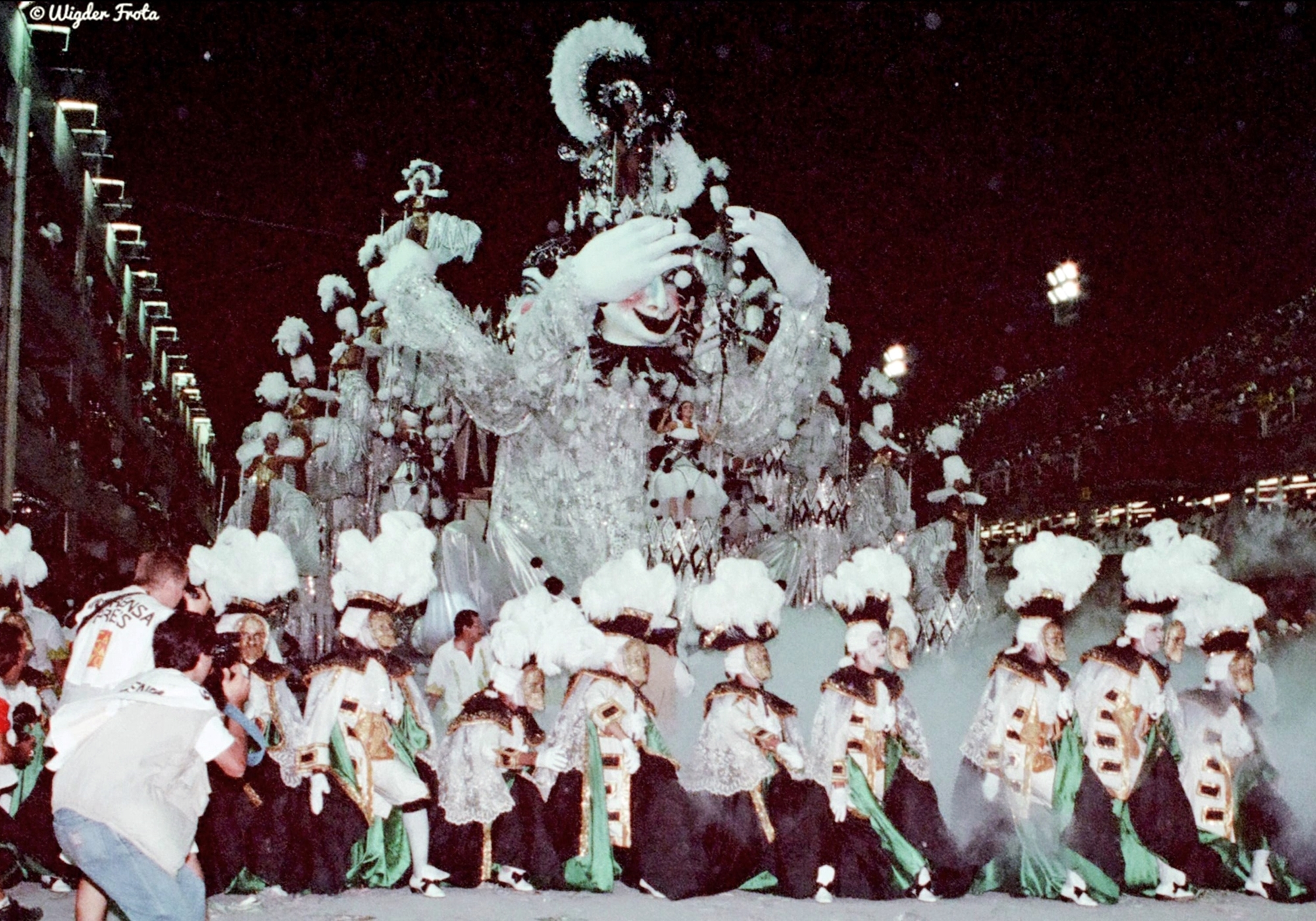
Abertura do desfile da Imperatriz Leopoldinense em 1993, a escola foi vice-campeã do Especial.

Seguindo o regulamento do ano, a campeã de 1992, Estácio de Sá, pôde escolher dia e posição de desfile, enquanto a vice-campeã de 1992, Mocidade Independente de Padre Miguel, teria que desfilar em dia diferente da campeã, mas poderia escolher a posição. A primeira noite de desfiles foi aberta pela vice-campeã do Grupo 1 do ano anterior, Unidos da Ponte; seguida da décima segunda colocada do Grupo Especial do ano anterior, Unidos de Vila Isabel. A segunda noite de desfiles foi aberta pela campeã do Grupo 1 do ano anterior, Acadêmicos do Grande Rio; seguida da décima primeira colocada do Grupo Especial do ano anterior, Caprichosos de Pilares. A posição de desfile das demais escolas foi definida através de sorteio realizado pela LIESA no dia 17 de junho de 1992.
| Domingo (21/02/1993) | Segunda-feira (22/02/1993) |
| 1. Unidos da Ponte 2. Unidos de Vila Isabel 3. União da Ilha do Governador 4. Unidos do Viradouro 5. Mocidade Independente de Padre Miguel 6. Portela 7. Imperatriz Leopoldinense | 1. Acadêmicos do Grande Rio 2. Caprichosos de Pilares 3. Acadêmicos do Salgueiro 4. Unidos da Tijuca 5. Estácio de Sá 6. Beija-Flor 7. Estação Primeira de Mangueira |

Quesitos e julgadores
Foram mantidos os dez quesitos de avaliação dos anos anteriores e a mesma quantidade de julgadores.
| Quesitos | Quesitos                     | Julgador 1                  | Julgador 2               | Julgador 3                 |
| -------- | ---------------------------- | --------------------------- | ------------------------ | -------------------------- |
|          | Bateria                      | Ivan Paulo                  | Luiz Carlos Reis         | Cláudio Luiz Matheus       |
|          | Samba-Enredo                 | Fernanda de Tolda           | Dulce Tupy               | Eri Galvão                 |
|          | Harmonia                     | Rivaldo Santos              | Denira Rosário           | Joãosinho Athayde          |
|          | Evolução                     | Carlos Pousa                | Lula Vieira              | Joel Rufino dos Santos     |
|          | Enredo                       | Pedro Arídio                | Thilmar Jorge Barqueiro  | Sebastião José de Oliveira |
|          | Conjunto                     | Heloísa Marques             | Aderbal Freire Filho     | Ricardo Rizzo              |
|          | Alegorias e Adereços         | Adriana Filardis            | Ana Bernacchi            | Amaury Sebastião Chaves    |
|          | Fantasias                    | Leda Bastos                 | Catarina Guedes          | Suely Stambovsky           |
|          | Comissão de Frente           | Orlando Miranda de Carvalho | Raphael David dos Santos | Aníbal La Valle            |
|          | Mestre-Sala e Porta-Bandeira | Ilclemar Nunes              | Tito Canha               | Roberto Roney              |

#### Classificação
Acadêmicos do Salgueiro foi o campeão, conquistando seu oitavo título no carnaval, quebrando o jejum de dezoito anos sem conquistas. O campeonato anterior da escola foi conquistado em 1975. Terceira escola da segunda noite, o Salgueiro realizou um desfile sobre migrantes que deixavam as regiões Norte e Nordeste do Brasil para viver no Centro-Sul. O enredo "Peguei um Ita no Norte" foi desenvolvido pelo carnavalesco Mário Borriello e baseado na música homônima de Dorival Caymmi. O desfile narrou a viagem de um migrante de Belém até o Rio de Janeiro a bordo de um "Ita" (prefixo utilizado para batizar os navios que faziam viagens entre o Norte e o Sul do Brasil, na primeira metade do século XX). Um dos destaques da apresentação foi o popular samba-enredo, que ficou conhecido pelo refrão "Explode coração / Na maior felicidade / É lindo o meu Salgueiro / Contagiando, sacudindo essa cidade". O desfile entrou para a história do carnaval carioca especialmente pela reação do público, cantando o samba e aplaudindo a escola durante toda sua apresentação. A escola recebeu apenas um nota abaixo da mínima (9,5 em Harmonia).
Imperatriz Leopoldinense foi a vice-campeã com um desfile sobre a história do carnaval carioca desde o nascimento de Cândido José de Araújo Viana, o Marquês de Sapucaí, que dá nome à rua onde ocorrem os desfiles. O desfile marcou o último trabalho de Viriato Ferreira, que entregou os desenhos das fantasias um dia antes de falecer, em setembro de 1992. Terceira colocada, a Beija-Flor realizou um desfile sobre a infância. Mocidade Independente de Padre Miguel ficou em quarto lugar com uma apresentação sobre jogos de todos os tipos. Estação Primeira de Mangueira conquistou a última vaga do Desfile das Campeãs. Com um desfile sobre a manga, a escola se classificou em quinto lugar. Campeã do ano anterior, a Estácio de Sá ficou em sexto lugar com uma apresentação sobre a lenda de índios Karajás sobre a lua e suas quatro fases. Com um desfile sobre o amor, a Unidos do Viradouro se classificou em sétimo lugar. Unidos de Vila Isabel foi a oitava colocada com uma apresentação sobre a criação e evolução do homem sob a ótica das religiões de matriz africana.
De volta à primeira divisão após vencer o Grupo 1 do ano anterior, Acadêmicos do Grande Rio se classificou em nono lugar com um desfile sobre a lua. Portela ficou em décimo lugar com uma apresentação sobre as cerimônias de casamento. Com um desfile sobre o circo, a União da Ilha do Governador se classificou em décimo primeiro lugar. Unidos da Tijuca foi a décima segunda colocada com uma apresentação sobre as danças brasileiras. Penúltima colocada, a Caprichosos de Pilares homenageou o subúrbio carioca. De volta ao Grupo Especial, após conquistar o vice-campeonato da segunda divisão no ano anterior, a Unidos da Ponte ficou em último lugar com um desfile sobre máscaras. Caprichosos e Ponte seriam rebaixadas, mas o descenso foi cancelado devido à denúncias de irregularidades no julgamento. A Caprichosos de Pilares acusou a Grande Rio de ter articulado um esquema de aliciamento de jurados para prejudicá-la. Escutas telefônicas  comprovaram a tentativa de manipulação dos resultados. Para abafar o caso, a LIESA justificou o cancelamento do descenso sob a justificativa de que o desfile com sete escolas por dia terminaria muito cedo.
| Legenda: Desfile das Campeãs |

| Col. | Escola                                | Enredo                                            | Carnavalesco(a)                       | Pontos |
| ---- | ------------------------------------- | ------------------------------------------------- | ------------------------------------- | ------ |
| 1    | Acadêmicos do Salgueiro               | Peguei Um Ita no Norte                            | Mário Borriello                       | 299,5  |
| 2    | Imperatriz Leopoldinense              | Marquês Que É Marquês do Sassarico É Freguês      | Rosa Magalhães                        | 298    |
| 3    | Beija-Flor                            | Uni-duni-tê, a Beija-Flor Escolheu: É Você        | Maria Augusta                         | 296,5  |
| 4    | Mocidade Independente de Padre Miguel | Marraio Feridô Sou Rei                            | Renato Lage                           | 295,5  |
| 5    | Estação Primeira de Mangueira         | Dessa Fruta Eu como até o Caroço                  | Ilvamar Magalhães                     | 292,5  |
| 6    | Estácio de Sá                         | A Dança da Lua                                    | Chico Spinoza                         | 289,5  |
| 7    | Unidos do Viradouro                   | Amor, Sublime Amor                                | Max Lopes                             | 289    |
| 8    | Unidos de Vila Isabel                 | Gbala, Viagem ao Templo da Criação                | Oswaldo Jardim                        | 287    |
| 9    | Acadêmicos do Grande Rio              | No Mundo da Lua                                   | Alexandre Louzada                     | 286    |
| 10   | Portela                               | Cerimônia de Casamento                            | Mário Monteiro                        | 280,5  |
| 11   | União da Ilha do Governador           | Os Maiores Espetáculos da Terra                   | Sílvio Cunha                          | 279    |
| 12   | Unidos da Tijuca                      | Dança Brasil                                      | Shangai                               | 278    |
| 13   | Caprichosos de Pilares                | Não Existe Pecado do Lado de Cá do Túnel Rebouças | Luiz Fernando Reis                    | 275,5  |
| 14   | Unidos da Ponte                       | A Face do Disfarce                                | Roberto Szaniecki e Wanderlei Azevedo | 245,5  |

### Grupo 1

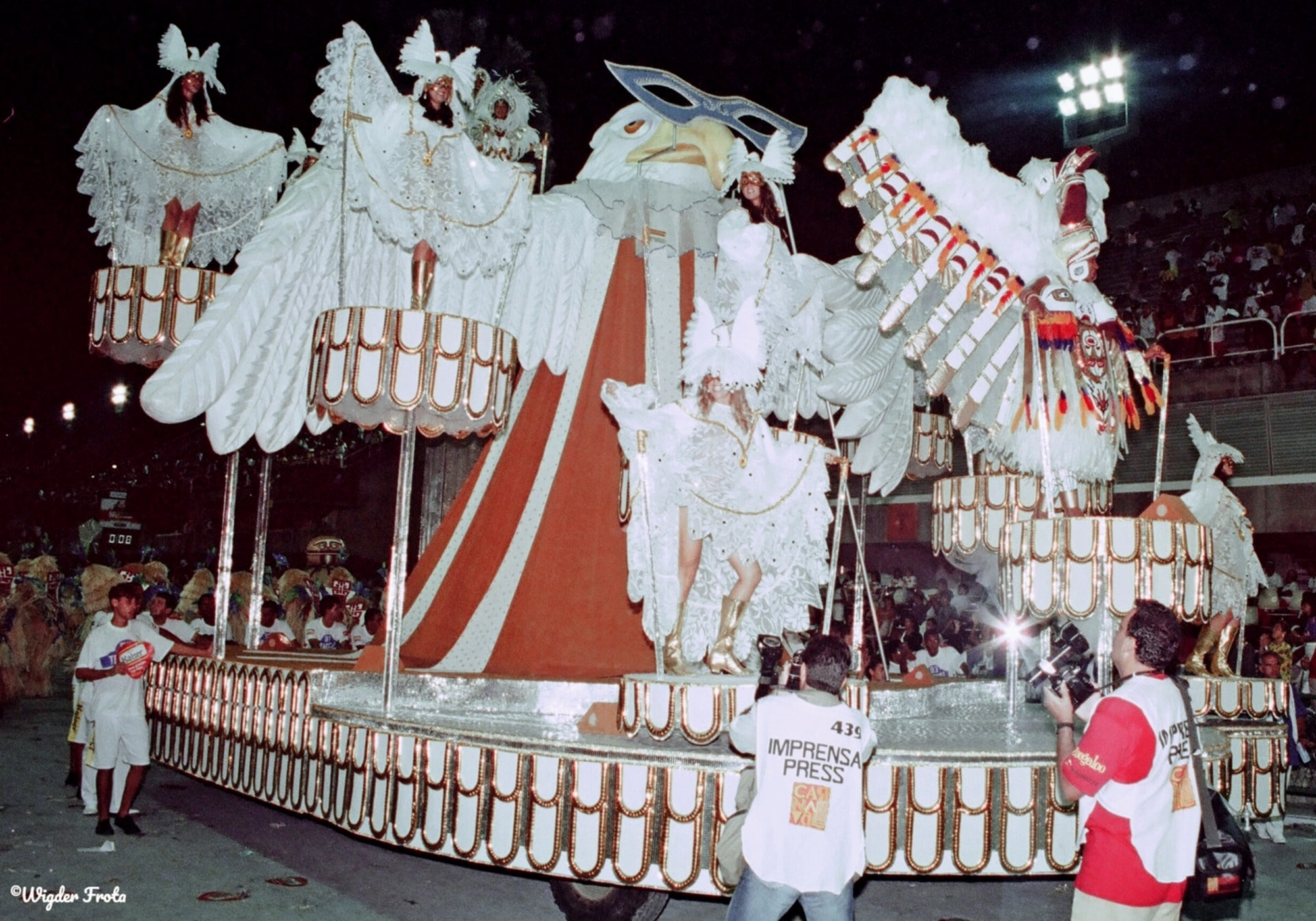
O condor, símbolo da Tradição, de máscara no carro abre-alas da escola em 1993. Escola venceu o Grupo 1 com desfile sobre máscaras de carnaval.

O desfile do Grupo 1 (segunda divisão) foi organizado pela Associação das Escolas de Samba da Cidade do Rio de Janeiro e realizado no Sambódromo da Marquês de Sapucaí. Pela primeira vez, os desfiles da segunda divisão foram divididos em duas noites. A primeira noite de desfiles teve início às 21 horas da sexta-feira (19/02) e a segunda noite teve início às 20 horas do sábado (20/02).
Ordem dos desfiles
| Sexta-feira (19/02/1993) | Sábado (20/02/1993) |
| 1. Mocidade Unida de Jacarepaguá 2. Acadêmicos do Cubango 3. Arrastão de Cascadura 4. Império Serrano 5. Acadêmicos da Rocinha 6. São Clemente 7. Unidos do Jacarezinho 8. Tradição | 1. Arranco 2. Lins Imperial 3. Império da Tijuca 4. Unidos do Cabuçu 5. Unidos de Lucas 6. Acadêmicos de Santa Cruz 7. Leão de Nova Iguaçu 8. Acadêmicos do Engenho da Rainha |

#### Classificação
Tradição foi a campeã, garantindo seu retorno ao Grupo Especial, de onde foi rebaixada no ano anterior. A escola encerrou a primeira noite de apresentações com um desfile sobre as máscaras de carnaval. Vice-campeão, o Império Serrano também foi promovido de volta à primeira divisão, de onde foi rebaixado dois anos antes, em 1991. O Império se auto-homenageou com um desfile sobre seus próprios carnavais. Última colocada, Mocidade Unida de Jacarepaguá foi rebaixada para a terceira divisão.
| Legenda: Promovidas ao Grupo Especial / Desfile das Campeãs Rebaixada para o Grupo 2 |

| Col. | Escola                          | Enredo                                                            | Carnavalesco(a)                        | Pontos | Desempate        |
| ---- | ------------------------------- | ----------------------------------------------------------------- | -------------------------------------- | ------ | ---------------- |
| 1    | Tradição                        | Não Me Leve a Mal, Hoje É Carnaval                                | Lícia Lacerda                          | 310    | -                |
| 2    | Império Serrano                 | Império Serrano, Um Ato de Amor                                   | Cid Camilo e Sancler Boiron            | 305    | -                |
| 3    | Unidos do Cabuçu                | De Quadrinho em Quadrinho, lá Vai Meu Recado... Maurício de Souza | Alfredo Sá e Maurício Dubois           | 291    | Bateria (30 pts) |
| 4    | Acadêmicos de Santa Cruz        | Quo Vadis, Meu Negro de Ouro                                      | Lucas Pinto                            | 291    | Bateria (26 pts) |
| 5    | Leão de Nova Iguaçu             | O que É que a Baixada Tem                                         | Fábio Borges                           | 289    | -                |
| 6    | Acadêmicos da Rocinha           | Tristão e Isolda, Uma Ópera no Asfalto                            | Carlinhos Andrade                      | 286    | -                |
| 7    | São Clemente                    | O Pão Nosso de Cada Dia                                           | José Félix e Roberto Costa             | 285    | -                |
| 8    | Império da Tijuca               | Vitis Vinífera, o Império É Uma Uva                               | Miguel Falabella e Jonas Eduardo       | 283    | Bateria (27 pts) |
| 9    | Lins Imperial                   | No Mundo Encantado de Beto Carrero                                | Jerônimo Guimarães                     | 283    | Bateria (26 pts) |
| 10   | Acadêmicos do Engenho da Rainha | Ciranda, Cirandinha, Vamos Todos Sonhar                           | Jaime Cezário e Luís Carlos Almeida    | 278    | -                |
| 11   | Acadêmicos do Cubango           | Do Fogo às Águas, Recriando a Terra                               | José Luiz Melo e Ronaldo Silva         | 273    | -                |
| 12   | Unidos de Lucas                 | O Galo Cantou e Lucas Saboreou                                    | Ney Roriz                              | 266    | -                |
| 13   | Unidos do Jacarezinho           | Mangueira, Beleza que a Natureza Criou                            | Flávio Tavares                         | 255    | -                |
| 14   | Arranco                         | Acredite Se Quiser                                                | Renato Dias e Rosângela Aquino         | 252    | Bateria (28 pts) |
| 15   | Arrastão de Cascadura           | Quem Canta Seus Males Espanta                                     | Leonardo Alegria e Valdemiro de Castro | 252    | Bateria (26 pts) |
| 16   | Mocidade Unida de Jacarepaguá   | Dona Zica e Dona Neuma, Enredos de Verdade                        | Eduardo Silva                          | 243    | -                |

### Grupo 2
O desfile do Grupo 2 (terceira divisão) foi organizado pela AESCRJ e realizado a partir das 19 horas da terça-feira, dia 23 de fevereiro de 1993, no Sambódromo da Marquês de Sapucaí.
| Ordem dos desfiles |
| 1. Difícil É o Nome 2. Unidos da Villa Rica 3. Vizinha Faladeira 4. Canários das Laranjeiras 5. Unidos da Vila Santa Tereza 6. Unidos de Manguinhos 7. União de Jacarepaguá 8. Em Cima da Hora 9. Unidos do Campinho 10. Tupy de Brás de Pina 11. Paraíso do Tuiuti 12. Independentes de Cordovil |

#### Classificação
Unidos da Villa Rica foi a campeã, garantindo sua promoção inédita à segunda divisão. O desfile realizado pela escola defendeu a legalização dos cassinos. Canários das Laranjeiras e Independentes de Cordovil também foram promovidas ao Grupo 1.
| Legenda: Promovidas ao Grupo 1 Rebaixada para o Grupo 3 * Sem informação disponível |

| Col. | Escola                      | Enredo                                            | Carnavalesco(a)                          | Pontos |
| ---- | --------------------------- | ------------------------------------------------- | ---------------------------------------- | ------ |
| 1    | Unidos da Villa Rica        | Quem não Arrisca não Petisca, Façam o Jogo        | Antônio Sérgio Carvalho                  | 218    |
| 2    | Canários das Laranjeiras    | Kaleidoscópio                                     | Armando Martins                          | 213    |
| 3    | Independentes de Cordovil   | Ogum, o que Veio da África                        | Paulo César Cardoso                      | 208    |
| 4    | Tupy de Brás de Pina        | Armando Campos, Uma Vida que Dá Samba             | Jairo de Souza                           | 201    |
| 5    | Unidos de Manguinhos        | E Tá Danado de Bom                                | Paulo Menezes                            | 199    |
| 6    | União de Jacarepaguá        | Arte Negra em Noite de Gala                       | Nilson da Cruz Bulhões e Paulo Gonçalves | 193    |
| 7    | Em Cima da Hora             | ECA 8069                                          | Antonio Reinaldo Teixeira Valença        | 193    |
| 8    | Unidos do Campinho          | Entre Confetes e Serpentinas, o Sonho do Carnaval | *                                        | 187    |
| 9    | Difícil é o Nome            | Ela Merece, Paula do Salgueiro                    | Simone Martha                            | 187    |
| 10   | Vizinha Faladeira           | Um Ser Criança                                    | Sérgio Murilo Pereira Gomes              | 186    |
| 11   | Paraíso do Tuiuti           | Os Anjos                                          | Guilherme Filho                          | 171    |
| 12   | Unidos da Vila Santa Tereza | O que É que o Negro Tem?                          | Gilberto Laino e Lauro Filho             | 157    |

### Grupo 3
O desfile do Grupo 3 (quarta divisão) foi organizado pela AESCRJ e realizado a partir das 20 horas do domingo, dia 21 de fevereiro de 1993, na Avenida Rio Branco.
| Ordem dos desfiles |
| 1. Imperial de Morro Agudo 2. Mocidade de Vicente de Carvalho 3. Boêmios de Inhaúma 4. Mocidade de Vasconcelos 5. Acadêmicos de Vigário Geral 6. Império do Marangá 7. União de Vaz Lobo 8. Unidos da Vila Kennedy 9. Boi da Ilha do Governador 10. Unidos da Matriz 11. Foliões de Botafogo 12. Unidos de Bangu |

#### Classificação
Boi da Ilha do Governador foi o campeão, garantindo sua promoção inédita à terceira divisão. A escola realizou um desfile sobre a chegada do boi ao Brasil, a importância do animal para a economia e a história da própria agremiação. Acadêmicos de Vigário Geral e Boêmios de Inhaúma também foram promovidas ao Grupo 2.
| Legenda: Promovidas ao Grupo 2 Rebaixadas para o Desfile de Avaliação * Sem informação disponível |

| Col. | Escola                          | Enredo                                             | Carnavalesco(a)                           | Pontos |
| ---- | ------------------------------- | -------------------------------------------------- | ----------------------------------------- | ------ |
| 1    | Boi da Ilha do Governador       | O Boi Mostra e Faz as Suas Festas                  | Amarildo de Mello                         | 214    |
| 2    | Acadêmicos de Vigário Geral     | Respeitável Público, o Circo Chegou                | Cid Franco                                | 205    |
| 3    | Boêmios de Inhaúma              | A Loura que Embriaga                               | Luiz Carlos do Valle                      | 192    |
| 4    | Foliões de Botafogo             | Nem Melhor, nem Pior, Apenas Diferente - Salgueiro | Jorge de Carvalho                         | 190    |
| 5    | Unidos de Bangu                 | Alerta, Vamos Sambar, aí Vem a Emilinha            | Adílson Nogueira e Paulo Stein            | 188    |
| 6    | Mocidade de Vicente de Carvalho | Brasil Canta e Dança                               | Ad Moreira                                | 186    |
| 7    | Mocidade de Vasconcelos         | Flor, Alegria dos Homens e das Mulheres            | *                                         | 185    |
| 8    | Império do Marangá              | Festa na Cidade, o Circo Chegou                    | Pablo Azevedo                             | 182    |
| 9    | Unidos da Vila Kennedy          | Feitiço da Vila, Rumo à Terra Prometida            | Leandro e Renato                          | 180    |
| 10   | União de Vaz Lobo               | Axé Palmares                                       | Ananguê                                   | 164    |
| 11   | Imperial de Morro Agudo         | Jogar não É Melhor, nem Pior; a Sorte É que Decide | Jacy Motta, Adauto Vieira e Agnaldo Silva | 160    |
| 12   | Unidos da Matriz                | Duelo de Amor                                      | *                                         | 156    |

### Desfile de Avaliação
O desfile do Grupo de Avaliação (quinta divisão) foi organizado pela AESCRJ e realizado a partir das 20 horas da segunda-feira, dia 22 de fevereiro de 1993, na Avenida Rio Branco.
| Ordem dos desfiles |
| 1. Alegria da Zona Sul 2. Flor da Mina do Andaraí 3. Renascer de Jacarepaguá 4. Mocidade Unida do Santa Marta 5. Unidos do Uraiti (Não desfilou) 6. Acadêmicos da Abolição 7. Unidos de Padre Miguel 8. Acadêmicos do Cachambi (Não desfilou) 9. Acadêmicos do Dendê 10. União de Rocha Miranda 11. Balanço de Lucas |

#### Classificação
Somando a mesma pontuação final, Flor da Mina do Andaraí e Mocidade Unida do Santa Marta foram as campeãs, conquistando a promoção ao Grupo 3. Acadêmicos do Dendê e Acadêmicos da Abolição também foram promovidas à quarta divisão. Acadêmicos do Cachambi e Unidos do Uraiti não desfilaram.
| Legenda: Promovidas ao Grupo 3 * Sem informação disponível |

| Col. | Escola                        | Enredo                                                            | Carnavalesco(a)                      | Pontos |
| ---- | ----------------------------- | ----------------------------------------------------------------- | ------------------------------------ | ------ |
| 1    | Flor da Mina do Andaraí       | Alô, Alô Seu Garcia, de Conversa em Conversa, Desce Outra, Garçom | Comissão de Carnaval                 | 122    |
| 1    | Mocidade Unida do Santa Marta | Os Africanos no Brasil                                            | Carlinhos de Andrade                 | 122    |
| 2    | Acadêmicos do Dendê           | Tem Cupido no Samba                                               | Deco e Zezinho                       | 119    |
| 3    | Acadêmicos da Abolição        | Bons Ventos nos Trazem                                            | Luizinho 28                          | 117    |
| 4    | Balanço de Lucas              | Bebeto, a Emoção do Gol                                           | *                                    | 113    |
| 5    | Alegria da Zona Sul           | Sou Mais Carioca                                                  | Oswaldo Luis Correa de Araújo (Deco) | 106    |
| 6    | Renascer de Jacarepaguá       | Vamos Falar de Maria                                              | Sérgio Kautzman e Armando Martins    | 93     |
| 7    | Unidos de Padre Miguel        | Tirei da Mente o que não Tinha no Bolso                           | Socrates e Didi                      | 91     |
| 8    | União de Rocha Miranda        | Zumbi, Rei dos Palmares                                           | Marcio Darion e Sergio Caput         | 89     |

### Desfile das Campeãs
O Desfile das Campeãs foi realizado a partir da noite de sábado, dia 27 de fevereiro de 1993, no Sambódromo da Marquês de Sapucaí. Participaram as escolas campeã e vice-campeã do Grupo 1 e as cinco primeiras colocadas do Grupo Especial..
| Ordem dos desfiles |
| 1. Império Serrano 2. Tradição 3. Estação Primeira de Mangueira 4. Mocidade Independente de Padre Miguel 5. Beija-Flor 6. Imperatriz Leopoldinense 7. Acadêmicos do Salgueiro |

## Frevos carnavalescos
O desfile dos clubes de frevo foi realizado a partir das 19 horas do sábado, dia 20 de fevereiro de 1993, na Avenida Atlântica, em Copacabana.
| Ordem dos desfiles                                                                                                 |
| 1. Vassourinhas 2. Pás Douradas 3. Flor do Estácio 4. Lenhadores 5. Gavião da Mar 6. Batutas da Cidade Maravilhosa |

## Ranchos carnavalescos
O desfile dos ranchos foi organizado pela Federação dos Ranchos do Estado do Rio de Janeiro e realizado a partir das 19 horas do domingo, dia 21 de fevereiro de 1993, na Avenida Atlântica.
| Ordem dos desfiles |
| 1. Rosa de Ouro 2. Lira de Vila Isabel 3. Alegria da Saúde 4. Decididos de Quintino 5. Amigos da Lalá 6. Flor da Saudade |

## Sociedades carnavalescas
Diplomatas da Tiradentes foi a campeã, desfilando como hors concours. Única sociedade a desfilar, os Diplomatas se apresentaram com o enredo "Festa da Mãe D'Água", sobre Iemanjá. Seu presidente, Ernesto Danello, criou o enredo, o samba e ajudou a confeccionar a única alegoria do desfile. A apresentação foi realizada na noite da terça-feira de carnaval, dia 23 de fevereiro de 1993, na Avenida Atlântica.